# Род-Айленд Рэмс (баскетбол)
Род-Айленд Рэмс (англ. Rhode Island Rams) — баскетбольная команда, представляющая Род-Айлендский университет в первом баскетбольном мужском дивизионе NCAA. Располагается в Кингстоне (штат Род-Айленд). Домашние матчи проводит в «Райан-центре». Выступает в конференции Atlantic 10. С 20 марта 2012 года команда выступает под руководством главного тренера Дена Харли. Наибольшего успеха «Рэмс» достигли в 1998 году, когда дошли до 1/4 финала (англ. Elite Eight) турнира NCAA.

## Выступления в плей-офф

### Турнир NCAA
Род-Айленд Рэмс восемь раз участвовали в турнире NCAA, одержав в общей сложностью 8 побед и потерпев 6 поражений. Рекорд по количеству набранных очков в постсезонных играх набрал в 1988 году Том Гэррик — 29.
| Год  | Посев | Раунд        | Соперник             | Результат   |
| ---- | ----- | ------------ | -------------------- | ----------- |
| 1961 |       | Первый раунд | Святой Бонавентур    | Пор, 86-76  |
| 1966 |       | Первый раунд | Дэвидсон             | Пор, 95-65  |
| 1978 |       | Первый раунд | Дьюк                 | Пор, 63-62  |
| 1988 | #11   | Первый раунд | #6 Миссури           | Поб, 87-80  |
|      |       | Второй раунд | #3 Сиракьюс          | Поб, 97-94  |
|      |       | 1/8 финала   | #2 Дьюк              | Пор, 73-72  |
| 1993 | #8    | Первый раунд | #9 Пердью            | Поб, 74-68  |
|      |       | Второй раунд | #1 Северная Каролина | Пор, 112-67 |
| 1997 | #9    | Первый раунд | #8 Пердью            | Пор, 83-76  |
| 1998 | #8    | Первый раунд | #9 Мюррей Стэйт      | Поб, 97-74  |
|      |       | Второй раунд | #1 Канзас            | Поб, 80-75  |
|      |       | 1/8 финала   | #13 Валпэрейзо       | Поб, 74-68  |
|      |       | 1/4 финала   | #2 Стэнфорд          | Пор, 79-77  |
| 1999 | #12   | Первый раунд | #5 Шарлотт           | Пор, 81-70  |

## Достижения
- Четвертьфиналист NCAA: 1998
- Участие в NCAA: 1961, 1966, 1978, 1988, 1993, 1997, 1998, 1999, 2017, 2018
- Победители турнира конференции: 1999, 2017
- Победители регулярного чемпионата конференции: 1941, 1943, 1946, 1950, 1961, 1966, 1968, 1972, 1981, 2018